# Сморигін Євген Михайлович
Євге́н Миха́йлович Смори́гін (нар.28 січня 1979, Мінськ, Білоруська СРСР) — український і білоруський актор, телеведучий, сценарист, продюсер, співак.

## Біографія
Народився 28 січня 1979 року в Мінську (БРСР). Батько, Михайло Михайлович, — водій. Мати, Людмила Георгіївна, — вихователька дитячого садка.
Перші 9 класів закінчив у Республіканському ліцеї при Білоруській державній консерваторії по класу хорового диригування, співав у хорі хлопчиків.

### КВК
Команда «ЧП» була створена учнями мінської школи № 130 в 1994 році. Євген Сморигін став візитною карткою команди.
У 1996 році вступив до Мінського театрально-художнього інституту на спеціальність актор оперети.
У 1997 році на іграх Білоруської ліги КВК відбувся перший серйозний виступ команди «ЧП». В сумі команда відіграла 3 сезони у Вищій лізі (2001, 2003, 2005 рр.). У 2005 році завоювала третє місце в фіналі.
У 1998 році був відрахований з вишу, вступив до Педагогічного університету на факультет психології.
У 2005 році команда «ЧП» закінчила свою участь у КВК. Євген Сморигін переїхав до Києва, де з командою працював над сценаріями для фестивалю «Нова хвиля» в Юрмалі (2007—2009).

### Телепроєкти

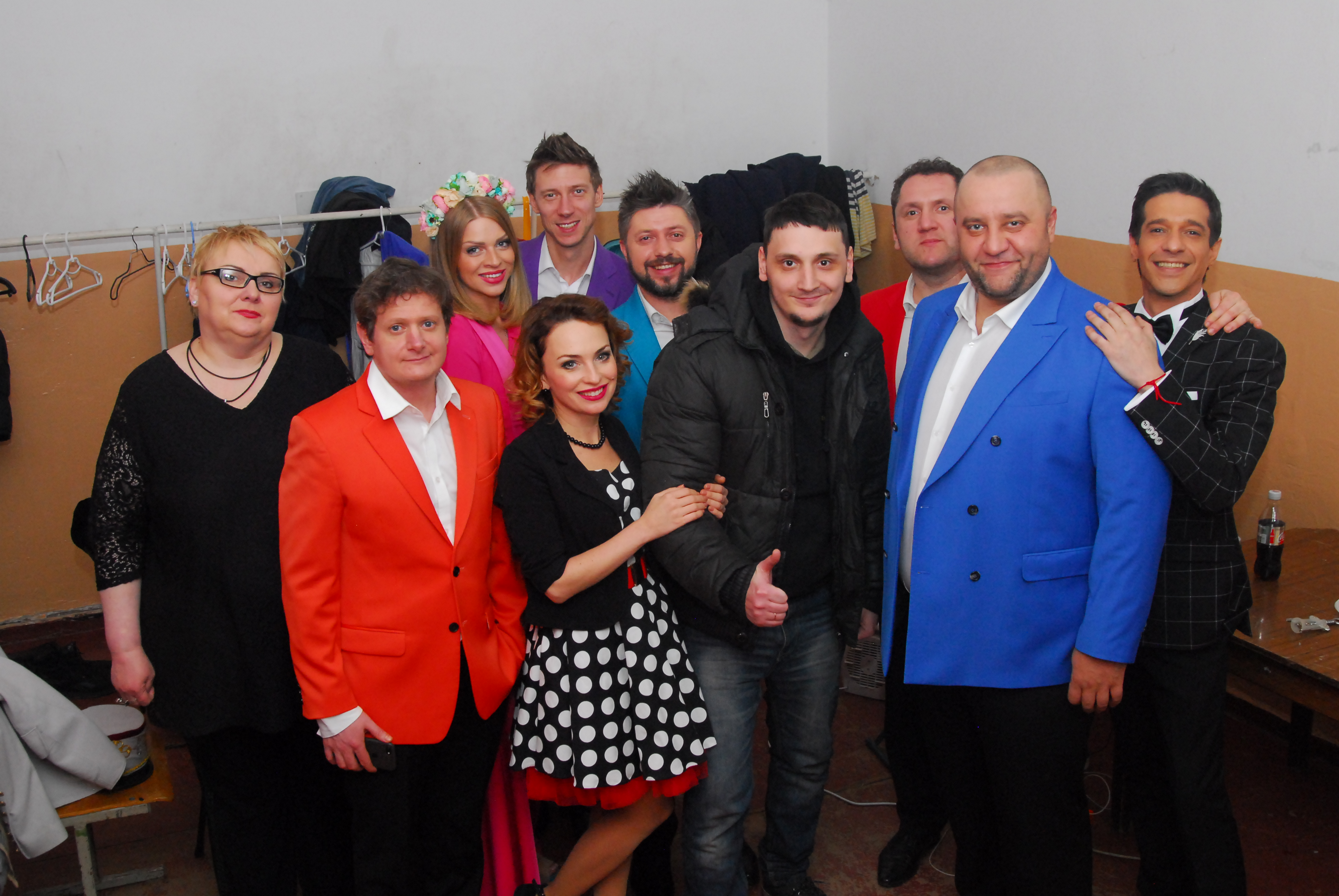
У складі «Дизель Шоу» в 2008 році

У 2007 році Євген працює над білоруськими, українськими та російськими гумористичними телепроєктами.
У парі з колегою по «ЧП» Дмитром Танковичем був ведучим шоу «Україна має талант» на телеканалі СТБ (2009—2010).
У 2007 році разом з Дмитром Танковичем і Віктором Медведським з команди КВК «ЧП» брав участь у програмі «Хороші жарти» на СТС (Росія).
Двічі брав участь у шоу імпровізації «Слава Богу, ти прийшов!» і у 2007 році був володарем головного призу передачі.
2007—2008 рр. Серія телевізійних концертів «Помаранчевий настрій». Телеканал ОНТ (Білорусь). Ведучий
2007—2010 рр. Серія телевізійних програм «Чудова п'ятірка». Телеканал ОНТ (Білорусь)
2009 — серія телевізійних програм «Рекламна пауза». Телеканал ОНТ (Білорусь). Ведучий
2009 — телевізійний проєкт «Україна має талант». Телеканал СТБ. Креативний продюсер
2009 — шоу «Смішні люди». Телеканал СТБ. Ведучий
2010 — телевізійний проєкт «Україна має талант-2. Другий шанс». Телеканал СТБ. Ведучий
2010—2015 — телесеріал «Три сестри». Телеканал К1. Креативний продюсер
2012 — проєкт «Щоденник вагітної». Телеканал К1. Креативний продюсер, сценарист
2012—2015 — телесеріал «Онлайн». Телеканал НЛО. Креативний продюсер
2014 — телевізійне гумористичне шоу «Це смішно». «Росія-1» (Росія). Учасник
2014 — телевізійне гумористичне шоу «Організація певних націй». РЕН ТВ (Росія). Учасник
З 2015 року по теперішній час — актор «Дизель Студіо»: концертна програма «Дизель Шоу», скетчком «На трьох», серіал «Татусі». Телеканал «ICTV»
У 2021 році знявся у документальному серіалі Оксани Марченко «Паломниця».

## Кінокар'єра
У 2013 році зіграв царя Артема Доброго (2-й, 3-й сезон) скетч-шоу «Нереальна історія» на російському телеканалі СТС.
У 2015 році виконав головну роль, а також став співавтором сценарію і креативним продюсером фільму «Пристойні люди».

### Фільмографія
- 2009 — «Теоретики» (Коля Синус, головна роль)
- 2011 — «Кульбаба» (Прибиральник)
- 2011 — «Три сестри» (різні ролі)
- 2012 — «Щоденник вагітної» (Леонід, головна роль)
- 2013 — «Нереальна історія» (Артем Добрий, головна роль)
- 2013 — «Полярний рейс» (очкарик-скрипаль)
- 2014 — «Брат за брата 3» (нотаріус Климов)
- 2014 — «Мами 3» (Максим)
- 2014 — «Поки станиця спить» (козак)
- 2015 — «Пристойні люди» (вчитель, головна роль)
- 2015 — «На трьох» (різні ролі)
- 2016 — «Готель Елеон» (бармен Женя)
- 2018 — «Папаньки» (Женя, головна роль)
- 2020 — «Папаньки 2» (Женя, головна роль)
- 2021 — «Папаньки 3» (Женя, головна роль)
- 2022 — «Папаньки 4» (Женя, головна роль)

## Особисте життя
З 2006 року і по теперішній час живе під Києвом, працює у столиці.
Дружина — Лідія, діти — Олексій, Єлизавета та Олександр.
Батьки і старший брат Олександр живуть у Мінську.
В 2022 році подав запит на отримання українського громадянства.

## Хобі
У вільний від роботи час Євген Сморигін вишиває хрестиком, в'яже, може з легкістю накрити святковий стіл. Найбільше його захоплення — це спів. Євген працює над своїм унікальним проєктом — робить аранжування, своїм голосом відтворює музичні інструменти, накладаючи голоси один на одного. Створив мелодії відомих пісень «Купалінка», «Журавлі», «Туман яром», «Скажіть, дівчата, подрузі вашій»…